# Ana María Barber Cárcamo
Ana María Barber Cárcamo (Pamplona, 1948 - 16 de març de 2024) fou una biòloga, investigadora i professora universitària navarresa, catedràtica de la Facultat de Farmàcia i Nutrició de la Universitat de Navarra. Especialitzada en l'estudi de l'absorció intestinal i en la regulació dels transportadors de membrana, amb més de cent articles científics, va ser editora de la Journal of Physiology and Biochemistry (2010-2014).

## Biografia
Ana Barber va néixer a Pamplona (1948). Va formar part de la tercera promoció de la facultat de Ciències Biològiques, on es va llicenciar (1965-1970), i va defensar la seva tesi doctoral Transport actiu de sucres per l'intestí de Cryptomphalus hortensis Müller (molusc gasteròpode) amb premi extraordinari (1974), sota la direcció dels catedràtics Rafael Jordana i Francisco Ponz.
Va començar la seva activitat docent a la Universitat de Navarra impartint assignatures com ara, Biologia General, Endocrinologia, Fisiologia animal, i Fisiologia humana, a la vegada que ho compaginava amb una carrera d'investigació centrada en l'estudi de l'absorció intestinal de nutrients i de la regulació dels transportadors de membrana.
Entre el 1992 i el 2007 va ocupar els següents càrrecs: secretària, subdirectora, directora del departament de Fisiologia Animal, i directora del Programa de Doctorat de Fisiologia i Alimentació.
Va ser editora en cap de la revista Journal of Physiology and Biochemistry, fundada a Barcelona per Juan Jiménez Vargas el 1945, entre el 2010 i el 2014. Des de 2010, és la publicació de la seva àrea amb major índex d'impacte a Espanya.
Estava casada amb Javier Marcotegui, amb qui va tenir quatre fills: Ana, Miguel, Beatriz i Isabel Marcotegui Barber.